# Ралли «Дакар»
Ралли-рейд «Дакар» (долгие годы было известно как «Ралли Париж — Дакар») — ежегодный ралли-марафон, основанный французом Тьерри Сабином. Проводится начиная с Ралли «Дакар-1979» (старт первого рейда был дан в декабре 1978-го, но сама гонка считалась 1979 года). До 2009-го ралли финишировало или начиналось в столице Сенегала — Дакаре (за исключением 1992 и 2003 годов). С 2009 по 2019 год ралли проходило в Южной Америке, а по некоторым спецучасткам старого африканского маршрута проводится ралли-марафон Africa Eco Race. С 2020 года маршрут ралли проложен в Азии, по территории Саудовской Аравии.
В ралли-рейде принимают участие профессиональные спортсмены и заводские команды, но большая часть участников — любители, их число достигает 80 %. На «Дакаре» с 1981 года нет абсолютного зачёта, а победители соревнования выявляются только в своих классах, сейчас это: автомобили, мотоциклы, квадроциклы, мотовездеходы Side-by-side (UTV) и грузовые машины, причём маршруты спецучастков для разных классов могут не совпадать.

## История

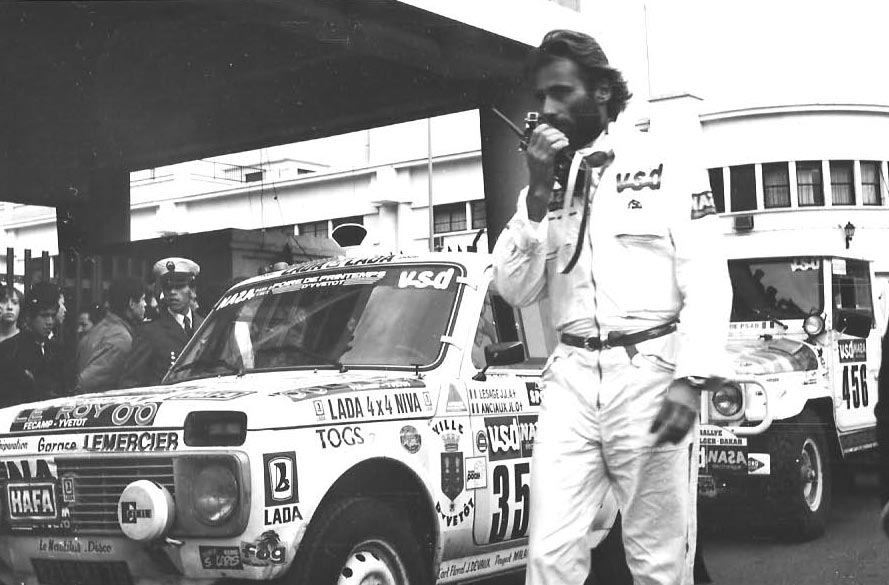
Тьерри Сабин за десять дней до катастрофы, 4 января 1986 года на ралли Париж-Алжир-Дакар.

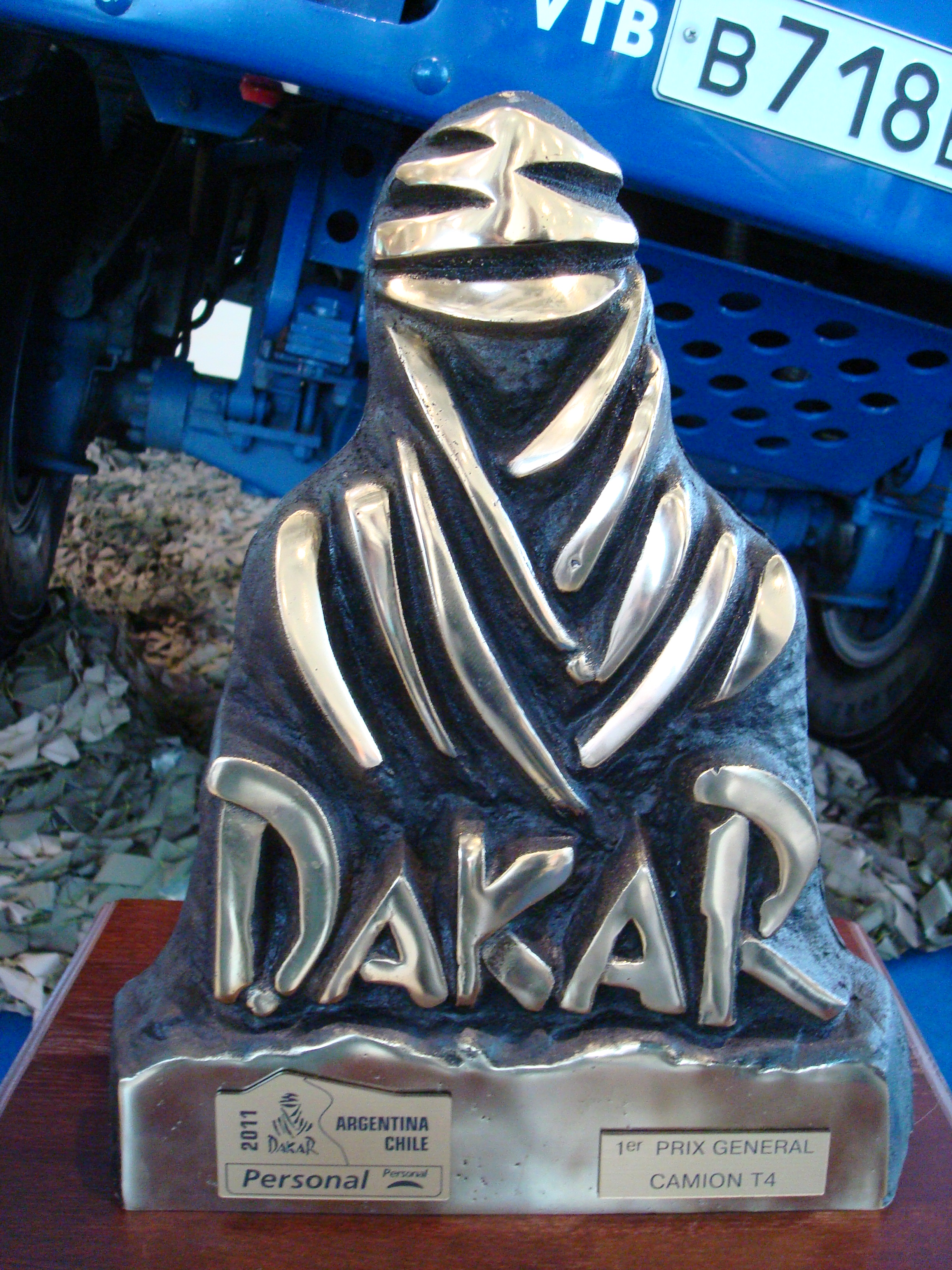
Приз за победу в Ралли «Дакар» (статуэтка «Золотой бедуин») 2011 года в классе грузовиков Т4

Многодневные раллийные гонки по Африке известны с 1930 года, когда впервые состоялись соревнования «Средиземное море — Нигерия». В 1951 году прошёл трансафриканский марафон «Алжир — Кейптаун», в 1974 году «Лондон — Сахара — Мюнхен». С 1973 по 1977 год проводилось ралли «Абиджан — Ницца». И как раз во время гонки 1977 года французский мотогонщик Тьерри Сабин (Thierry Sabine) заблудился в Ливийской пустыне, южнее гор Тибести. Он был найден только через три дня и чудом остался жив, благодаря тому, что его вовремя заметил с самолёта организатор гонки Жан-Клод Бертран. Это опасное приключение, а также решение Бертрана не проводить больше ралли «Абиджан — Ницца», вдохновило Тьерри на организацию собственного ралли-марафона, ещё более амбициозного и авантюрного, так и родился «Париж — Дакар».
Старт первому ралли Дакар был дан 26 декабря 1978 года на площади Трокадеро в Париже. В ралли приняло участие 80 экипажей на автомобилях, 90 мотоциклистов и 12 экипажей на грузовиках. На протяжении трёх недель участники преодолели 10 000 километров (включая 3168 км спецучастков) трассы, проходящей по территории Франции, Алжира, Нигера, Мали, Верхней Вольты и Сенегала. Из 182 участников успешно финишировали только 74.
Поскольку на первом ралли Дакар ещё не было разделения по категориям и классам, то автомобили и мотоциклы шли в общем зачёте. Первым победителем ралли Дакар стал француз Сирил Неве на мотоцикле Yamaha XT500. Все три первых места на пьедестале в первом ралли достались мотоциклистам — наряду с Сирилом победные места на подиуме заняли Жилю Комт на Yamaha и Филиппу Вассар на Honda. Среди экипажей на автомобилях лучшим стал французский экипаж в составе Алена Женестье, Жозефа Тербио и Жана Лемордана на Range Rover V8. Это был единственный случай в истории ралли, когда среди автомобилей первым пришёл экипаж, состоящий из трёх человек — пилота, штурмана и механика. Впоследствии практически все автомобильные экипажи состояли из пилота и штурмана, либо только из пилота.
В 1980 году помимо абсолютного зачёта стали определять победителей в трёх классах по типу техники — мотоциклы, автомобили и грузовики. Первым официальным победителем ралли Дакар в зачете грузовиков в этом же году стал алжирский экипаж на грузовике марки Sonacome. С 1981 года абсолютный зачёт был упразднён, а победители соревнования выявляются только в своих категориях. Тьерри Сабин, как основатель ралли Дакар, обладал исключительным правом на проведение этого ралли. Данное право перешло к его отцу Ж. Сабину после трагической гибели Тьерри во время падения вертолёта 14 января 1986 года во время Дакара-1986.
В 2004 году права на организацию ралли Дакар перешли к фирме французского медиамагната Филиппа Амори (Philippe Amaury) — ASO (Amaury Sport Organisation), которая по сей день является организатором этого соревнования.
Традиционно старт ралли проходил в Париже, а финиш — в Дакаре. Но с 1995 года из-за постоянных возражений парижской городской власти старт ралли происходил также и в других городах.
После скандала с отменой «Дакара-2008», из-за угрозы террористических актов, решением фирмы-организатора ралли ASO соревнования, начиная с «Дакара-2009» и до «Дакара-2019» проходили на территории стран Южной Америки. С 2020 года маршрут ралли проходит в Азии, по территории Саудовской Аравии.

## Участники и порядок стартов
Соревнования проходят в трёх группах:
- Мотоциклы (включая и квадроциклы);
- Автомобили (как на базе серийных внедорожников или пикапов, так и специально подготовленные для гонок в пустыне автомобили без прототипов типа «багги»)
- Грузовики.

Старт участников происходит в следующем порядке: первыми стартуют мотоциклы, потом — автомобили, а за ними грузовики. В каждой группе порядок старта определяется местом, которое занял участник на предыдущем этапе. Первыми стартуют победители с интервалом в две минуты, начиная со второй десятки интервал уменьшается до одной минуты.

## Классы и группы транспортных средств

### Мотоциклы

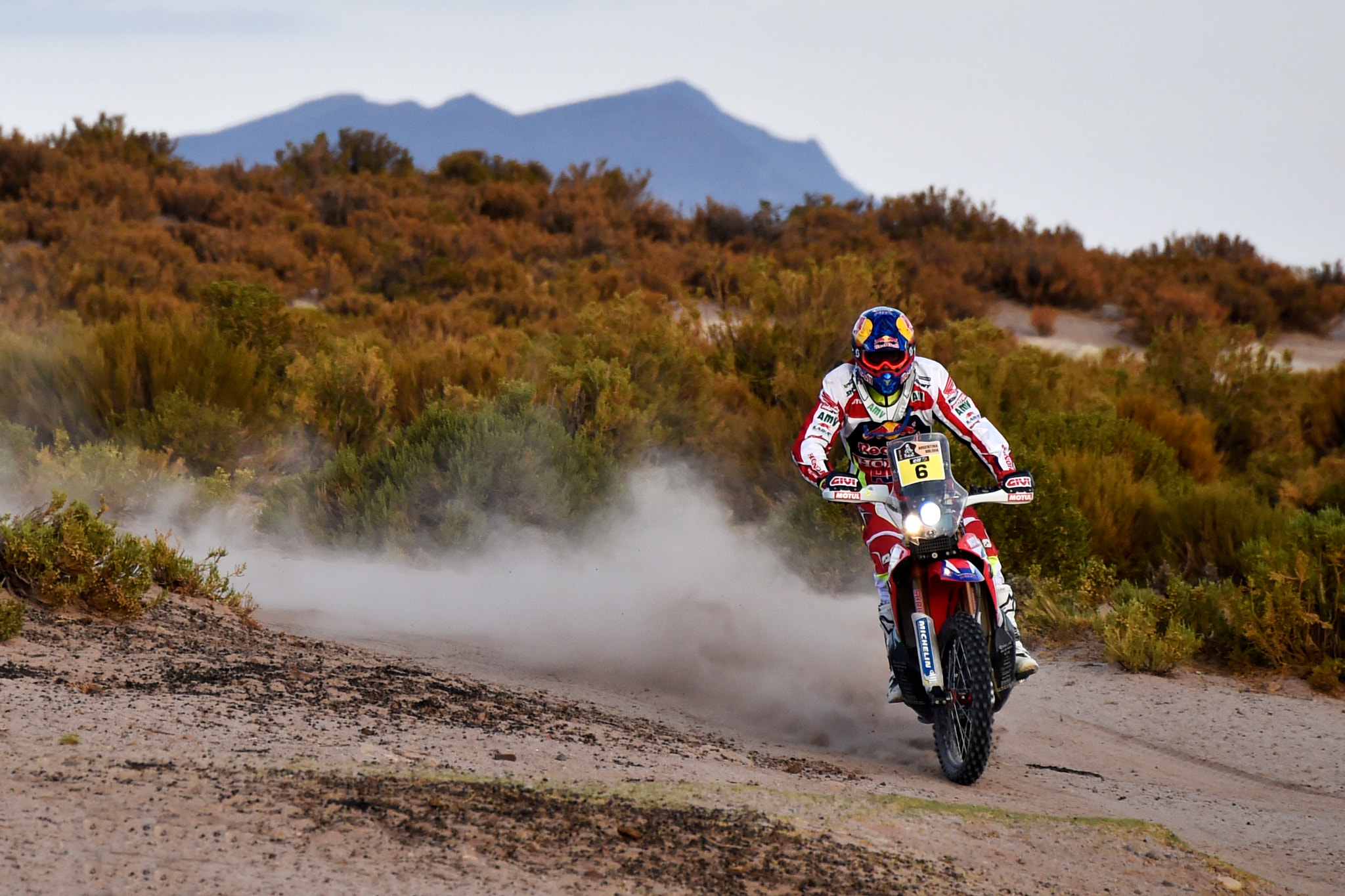
Мотоциклист Хуан Барреда на трассе Дакара-2016

По состоянию на 2017 год к участию в данном классе допускаются одноцилиндровые и двухцилиндровые серийно выпускаемые мотоциклы, разрешённые к эксплуатации на дорогах общего пользования с объёмом двигателя не более 450 cc. Все категории допускают определённую доработку и экипировку мотоциклов для бездорожья. Класс разделён на следующие группы:
- 1. Elite — допускаются только спортсмены входящие в специальный список Спортивной организации Амори
- 2 — в эту группу входят все остальные мотоциклисты. Группа подразделяется на две подгруппы:
  - 2.1. Super-Production — общие требования к технической части.
  - 2.2. Marathon — в отличие от остальных, запрещает заменять ключевые компоненты мотоцикла, в частности двигатель, раму, вилку и другие, во время соревнований. До 2009 года группа Marathon к тому же не допускал модификаций основных узлов мотоцикла.[8]

### Квадроциклы
До 2009 квадроциклы формально относились к классу мотоциклов, но затем получили собственный равноправный зачёт. На данный момент (2017 год) они разделены на две подгруппы:
- 3.1 — одноцилиндровые квадроциклы с приводом на два колеса и объёмом двигателя до 750 cc
- 3.2 — одноцилиндровые и двухцилиндровые квадроциклы с полным приводом и объёмом двигателя до 900 cc

### Автомобили — T1, T2 и Open
К классу «Автомобилей» допускают транспортные средства массой менее 3500 кг, которые подразделяются на несколько категорий или групп.
- Т1 — модифицированные и усовершенствованные внедорожники[9].
- Т2 — серийные модели внедорожников[9].
- Open  — включает прочие автомобильные транспортные средства с массой до 3500 кг, например такие как SCORE International[9].

Первоначально автомобили европейских автомобильных марок, таких как Renault 4, Land Rover, Range Rover, Mercedes-Benz G, Volkswagen Iltis и Pinzgauer, а также японские — Toyota Land Cruiser,доминировали в ралли. Mitsubishi Pajero и Mitsubishi Montero являются наиболее успешными моделями за всю историю ралли, в том числе на протяжении 7 лет подряд в период 2001—2007 гг. Другие производители также представляли к ралли свои модифицированные серийные модели: Citroen, Peugeot (405 T16 и 205 T16) и Porsche.
Mercedes-Benz M, BMW X5 и BMW X3, Hummer H1 и Hummer H3 также были представлены среди участвующих моделей, но не появляются на позициях лидеров.

### Грузовики — T4 и T5

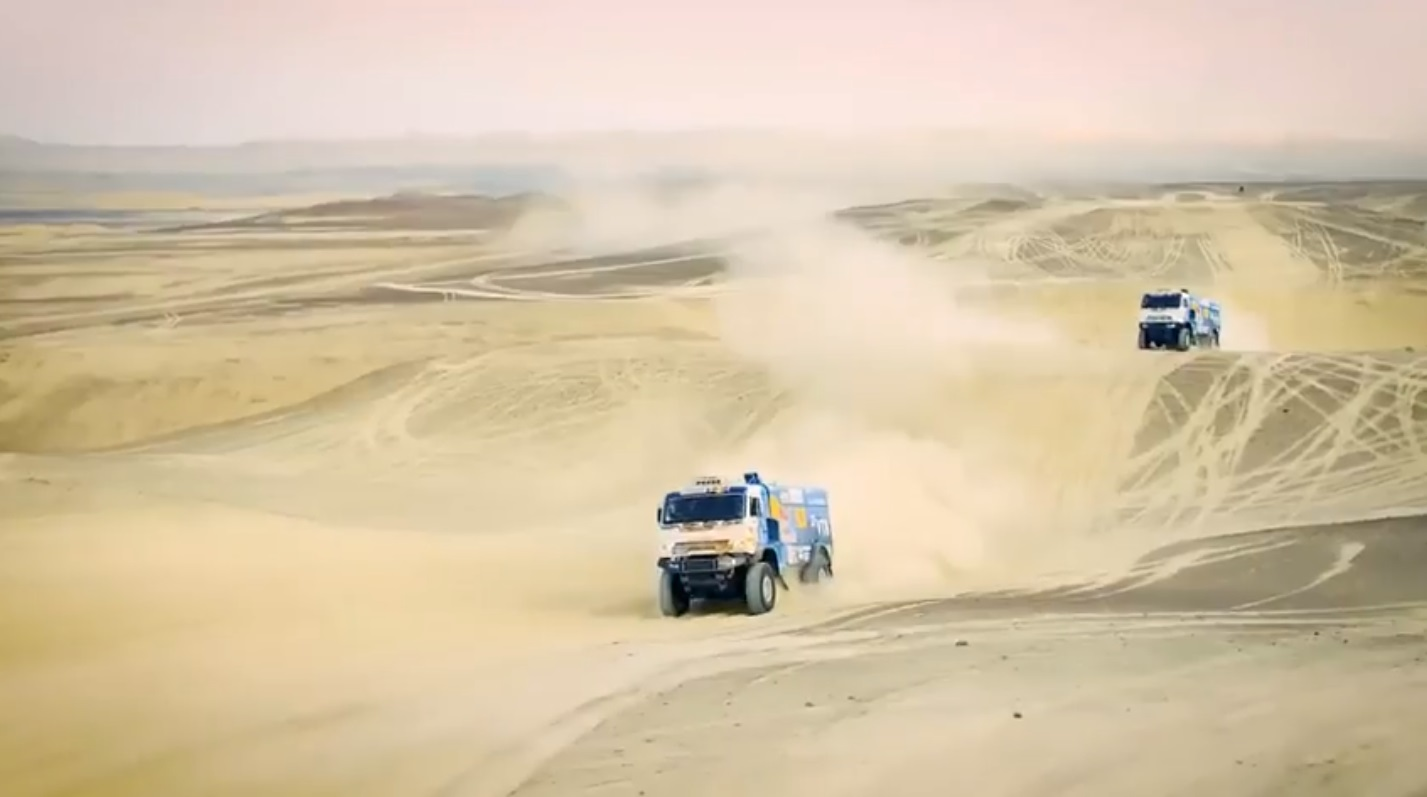
Грузовики команды «КАМАЗ-мастер» на этапе ралли Дакар 2018 года

Класс «Грузовиков» представлен транспортными средствами массой более 3500 кг. Он разделен на две группы: Т4 и Т5.
- Т4 — принимают участие в гонке[9].
  - Т4-1 — включает серийные заводские модели[9].
  - Т4-2 — включает модифицированные и усовершенствованные модели[9].
  - Т4-3 — «быстрые технички». Включает модифицированные и усовершенствованные модели, основное назначение которых не победа в гонке, а поддержка «своих» машин запчастями и ремонтом[9].
- Т5 — грузовики этого класса не принимают участие в гонке и являются автомобилями технической поддержки соревнующихся команд[9].

В гонках принимают участие грузовики следующих марок: DAF, GINAF, Hino, IVECO, КАМАЗ, LIAZ, MAN, МАЗ, Mercedes-Benz, Renault Kerax, Scania, Tatra, и Unimog. В 1980-х годах, сильная конкуренция между DAF и Mercedes-Benz привела к появлению транспортных средств, которые были оснащены двумя двигателями общей мощностью более 1000 л. с. После 2000 года в зачете грузовиков лидируют КАМАЗ и Tatra.

## Навигация и трассы

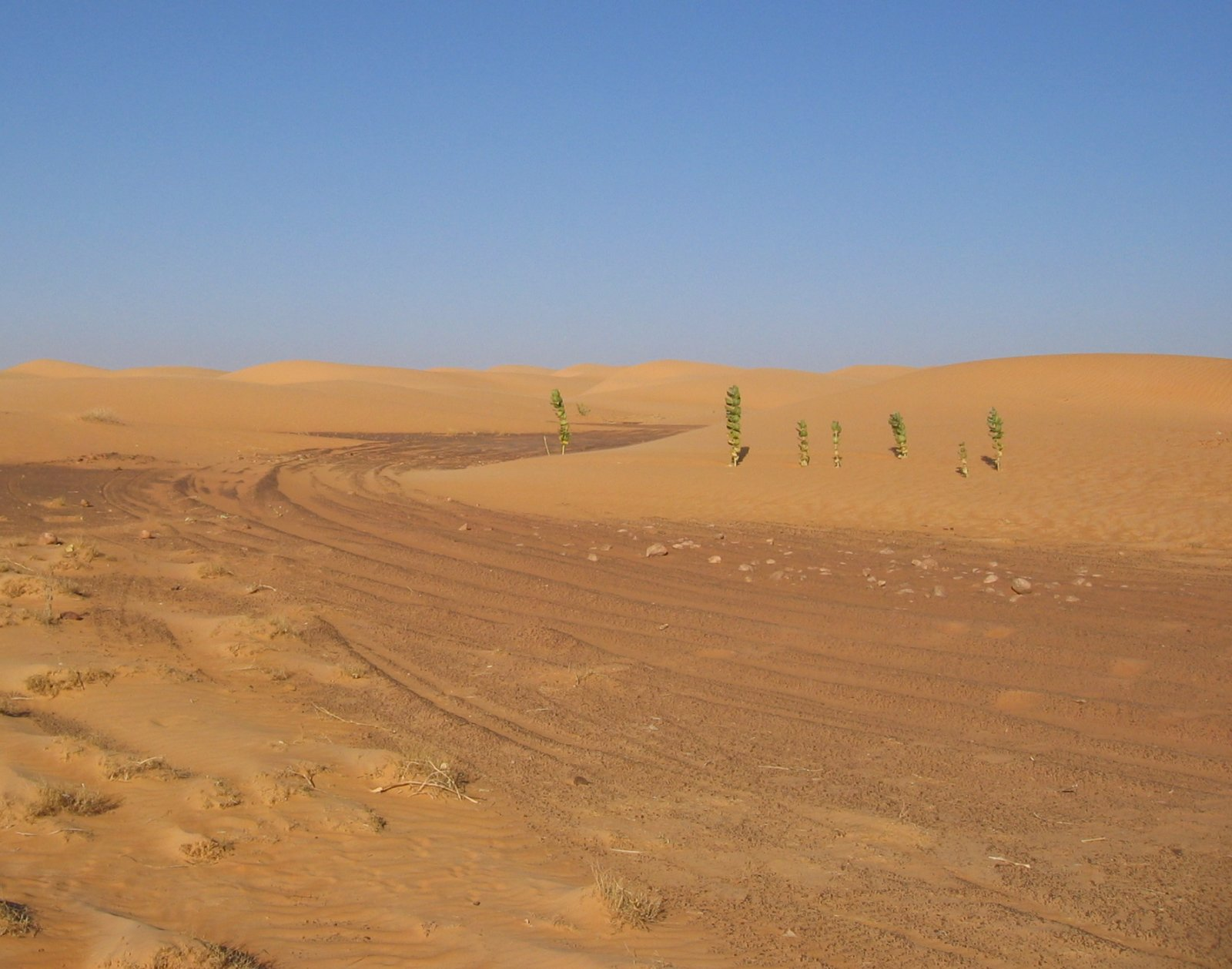
Трасса через пустыню

В настоящее время, учитывая тот факт, что автодороги на участках проведения «Ралли Дакар» преимущественно являются условным понятием, каждый участник ралли обеспечивается навигационным устройством ERTF Unik II и прибором мониторинга IriTrack. Устройство IriTrack представляет собой GPS-трекер с обратной связью через сеть Iridium, совмещённый со спутниковым телефоном системы Iridium, и используется для постоянного отслеживания положения участника, а также для связи с экипажем в случае чрезвычайной ситуации для организации помощи. Устройство Unik II используется для контроля прохождения дистанции и для навигации при прохождении спецучастков. Однако возможности навигации ограничены показом направления на следующую навигационную точку (в случае нахождения автомобиля участника в радиусе видимости следующей точки). Координаты точек участникам не показываются. Но если участник заблудился, он может ввести специальный код разблокировки и увидеть следующую или сразу все остальные точки маршрута, что может позволить ему сориентироваться. За каждую «открытую» таким кодом точку на участника накладывается временна́я пенализация. Накануне каждого этапа участники получают легенду — ориентировочную схему движения с важнейшими ориентирами и контрольными пунктами. Навигация осуществляется только по «легенде», в случае использования устройства GPS экипаж снимается с гонки.
Трасса ралли «Дакар» прокладывается по дорогам общего пользования (не всегда автомобильным) без применения специальных мер по ограничению передвижения автотранспорта. Этапы проходят ежедневно. Дистанция каждого этапа (дорожные секции в сочетании со скоростным участком) — 700—900 км. Маршруты этапов пролегают через пески, барханы, дюны. Покрытие дорог разнообразное и включает в себя песок, камни, солончаки, твёрдый каменистый грунт и т. п. Время проведения совпадает с периодом, когда в пустынях нередко случаются песчаные бури или идёт дождь, что усложняет прохождение трассы.
Трасса каждого этапа состоит из скоростного участка и одной или двух дорожных секций (называются «лиазонами»), представляющих собой отрезок трассы от места отдыха до места старта или от финиша до места отдыха или старта следующего этапа.
Скоростной участок является отрезком трассы, на котором и происходит соревнование участников. На каждом таком участке имеется несколько контрольных точек — специальных мест на трассе, в которых участники должны обязательно получить отметку судей. Обычно некоторые контрольные пункты совмещены с пунктами дозаправки (только для категорий Moto и Quad). Также на некоторых этапах устанавливаются секретные контрольные пункты, о расположении которых участники не имеют информации. Такие контрольные пункты обеспечивают соблюдение маршрута участниками ралли.

Страны Европы и Африки, по которым проходило ралли в 1978—2007 годах (оранжевым выделены страны, через которые трасса проходила только в гонке 1992 года, до Кейптауна).

Страны Южной Америки, по которым проходило ралли в 2009—2018 годах

## Маршруты
- 1979—1980: Париж (Франция) — Дакар (Сенегал)
- 1981—1988: Париж — Алжир — Дакар
- 1989: Париж — Тунис — Дакар
- 1990—1991: Париж — Триполи (Ливия) — Дакар
- 1992: Париж — Кейптаун (ЮАР)
- 1993: Париж — Дакар
- 1994: Париж — Дакар — Париж
- 1995—1996: Гранада (Испания) — Дакар
- 1997: Дакар — Агадес (Нигер) — Дакар
- 1998: Париж — Гранада — Дакар
- 1999: Гранада — Дакар
- 2000: Дакар — Каир (Египет)
- 2001: Париж — Дакар
- 2002: Аррас (Франция) — Мадрид (Испания) — Дакар
- 2003: Марсель (Франция) — Шарм-эш-Шейх (Египет)
- 2004: Клермон-Ферран (Франция) — Дакар
- 2005: Барселона (Испания) — Дакар
- 2006—2007: Лиссабон (Португалия) — Дакар
- 2008: Отменено
- 2009: Буэнос-Айрес (Аргентина) — Вальпараисо (Чили) — Буэнос-Айрес (Аргентина)[11]
- 2010: Буэнос-Айрес (Аргентина) — Антофагаста (Чили) — Буэнос-Айрес (Аргентина)[12]
- 2011: Буэнос-Айрес (Аргентина) — Арика (Чили) — Буэнос-Айрес (Аргентина)[13]
- 2012: Мар-дель-Плата (Аргентина) — Лима (Перу)
- 2013: Лима (Перу) — Сан-Мигель-де-Тукуман (Аргентина) — Сантьяго (Чили)
- 2014: Росарио (Аргентина) — Вальпараисо (Чили)[14]
- 2015: Буэнос-Айрес (Аргентина) — Икике (Чили) — Буэнос-Айрес (Аргентина)[15]
- 2016: Буэнос-Айрес (Аргентина) — Росарио (Аргентина)
- 2017: Асунсьон (Парагвай) — Ла-Пас (Боливия) — Буэнос-Айрес (Аргентина)
- 2018: Лима (Перу) — Кордова (Аргентина)
- 2019: Лима — Лима (Перу)
- 2020—н.в.: Саудовская Аравия

## Победители ралли
| Год  | Автомобили | Автомобили | Мотоциклы | Мотоциклы | Квадроциклы | Квадроциклы | Багги (UTV) | Багги (UTV) | Грузовики | Грузовики |
| Год  | Пилот Штурман | Модель | Гонщик | Модель | Гонщик | Модель | Гонщик Штурман | Модель | Гонщик | Модель |
| ---- | --- | --- | --- | --- | --- | --- | --- | --- | --- | --- |
| 2025 | Язид Аль-Раджи Тимо Готтшальк                                                                                           | Toyota Hilux Overdrive                                                                                                  | Дэниел Сандерс | KTM 450 Rally | | | Б. Хегер М. Эдди | Polaris RZR Pro R | Мартин Мацик | Iveco PowerStar |
| 2024 | Карлос Сайнс Лукас Крус                                                                                                 | Audi RS Q e-tron | Рики Брабек | Honda CRF 450 Rally | М. Андухар | Yamaha Raptor 700 | К. Де Султре М. Бонне                                                                                                   | Polaris RZR Pro R | Мартин Мацик | Iveco PowerStar |
| 2023 | Н. Аль-Аттия М. Бомель                                                                                                  | Toyota GR DKR Hilux | К. Бенавидес | KTM 450 Rally | А. Жиру | Yamaha Raptor 700 | Э. Гочал О. Мена | Can-Am | Янус ван Кастерен | Iveco PowerStar |
| 2022 | Н. Аль-Аттия М. Бомель                                                                                                  | Toyota GR DKR Hilux | Сэм Сандерленд | Gas Gas 450 Rally | А. Жиру | Yamaha Raptor 700 | О. Джонс Г. Гужелмин | Can-Am | Дмитрий Сотников | КамАЗ-435091 |
| 2021 | С. Петерансель Эдуар Буланже                                                                                            | Mini JCW Buggy | К. Бенавидес | Honda CRF 450 Rally | М. Андухар | Yamaha Raptor 700 | Ф. Лопес Контардо Х. П. Латрач Винагре                                                                                  | Can-Am | Дмитрий Сотников | КамАЗ-4350-9 |
| 2020 | Карлос Сайнс Лукас Крус                                                                                                 | Mini JCW Buggy | Рики Брабек | Honda CRF 450 Rally | Игнасио Касале | Yamaha Raptor 700 | Кейси Карри Шон Берримен                                                                                                | Can-Am | Андрей Каргинов | КамАЗ-4350-9 |
| 2019 | Н. Аль-Аттия М. Бомель                                                                                                  | Toyota Hilux Dakar | Тоби Прайс | KTM 450 Rally | Н. Кавильяссо | Yamaha Raptor 700 | Ф. Лопес Контардо А. Кинтанилья                                                                                         | Can-Am | Эдуард Николаев | КамАЗ-4350-9 |
| 2018 | Карлос Сайнс Лукас Крус                                                                                                 | Peugeot 3008 DKR Maxi                                                                                                   | М. Валькнер | KTM 450 Rally | Игнасио Касале | Yamaha Raptor 700 | Рейналдо Варела Густаво Гужелмин                                                                                        | Can-Am | Эдуард Николаев | КамАЗ-4326-9 |
| 2017 | С. Петерансель Ж.-П. Коттре                                                                                             | Peugeot 3008 DKR | Сэм Сандерленд | KTM | Сергей Карякин | Yamaha Raptor 700 | Леандро Торрес Л. Ролдан                                                                                                | Polaris RZR XP | Эдуард Николаев | КамАЗ-4326-9 |
| 2016 | С. Петерансель Ж.-П. Коттре                                                                                             | Peugeot 2008 DKR | Тоби Прайс | KTM 450 Rally | М. Патронелли | Yamaha Raptor 700 | н/д | н/д | Герард де Рой | Iveco PowerStar |
| 2015 | Н. Аль-Аттия Матьё Бомель                                                                                               | MINI All4 Racing | Марк Кома | KTM 450 Rally | Рафал Соник | Yamaha Raptor 700 | н/д | н/д | Айрат Мардеев | КамАЗ-4326-9 |
| 2014 | Нани Рома Мишель Перен                                                                                                  | MINI All4 Racing | Марк Кома | KTM 450 Rally | Игнасио Касале | Yamaha Raptor 700 | н/д | н/д | Андрей Каргинов | КамАЗ-4326-9 |
| 2013 | С. Петерансель Ж.-П. Коттре                                                                                             | MINI All4 Racing | Сириль Депре | KTM 450 Rally | М. Патронелли | Yamaha Raptor 700 | н/д | н/д | Эдуард Николаев | КамАЗ-4326-9 |
| 2012 | С. Петерансель Ж.-П. Коттре                                                                                             | MINI All4 Racing | Сириль Депре | KTM 450 Rally | А. Патронелли | Yamaha Raptor 700 | н/д | н/д | Герард де Рой | Iveco PowerStar |
| 2011 | Н. Аль-Аттия Тимо Готтшальк                                                                                             | Volkswagen Touareg 3 | Марк Кома | KTM 450 Rally | А. Патронелли | Yamaha Raptor 700 | н/д | н/д | Владимир Чагин | КамАЗ-4326-9 |
| 2010 | Карлос Сайнс Лукас Крус                                                                                                 | Volkswagen Touareg 2 | Сириль Депре | KTM 690 Rally | М. Патронелли | Yamaha Raptor 700 | н/д | н/д | Владимир Чагин | КамАЗ-4326-9 |
| 2009 | Ж. де Вильерс Дирк фон Цицевиц                                                                                          | Volkswagen Touareg 1 | Марк Кома | KTM 690 Rally | Йозеф Махачек | Yamaha Raptor 700 | н/д | н/д | Фирдаус Кабиров | КамАЗ-4326-9 |
| 2008 | Марафон отменен по соображениям безопасности**, см. Ралли Центральной Европы и в связи с мировым экономическим кризисом | Марафон отменен по соображениям безопасности**, см. Ралли Центральной Европы и в связи с мировым экономическим кризисом | Марафон отменен по соображениям безопасности**, см. Ралли Центральной Европы и в связи с мировым экономическим кризисом | Марафон отменен по соображениям безопасности**, см. Ралли Центральной Европы и в связи с мировым экономическим кризисом | Марафон отменен по соображениям безопасности**, см. Ралли Центральной Европы и в связи с мировым экономическим кризисом | Марафон отменен по соображениям безопасности**, см. Ралли Центральной Европы и в связи с мировым экономическим кризисом | Марафон отменен по соображениям безопасности**, см. Ралли Центральной Европы и в связи с мировым экономическим кризисом | Марафон отменен по соображениям безопасности**, см. Ралли Центральной Европы и в связи с мировым экономическим кризисом | Марафон отменен по соображениям безопасности**, см. Ралли Центральной Европы и в связи с мировым экономическим кризисом | Марафон отменен по соображениям безопасности**, см. Ралли Центральной Европы и в связи с мировым экономическим кризисом |
| 2007 | С. Петерансель Ж.-П. Коттре                                                                                             | Mitsubishi Pajero Evolution                                                                                             | Сириль Депре | KTM 690 Rally | н/д | н/д | н/д | н/д | Ханс Стэйси | MAN TGA |
| 2006 | Люк Альфан Жиль Пикар                                                                                                   | Mitsubishi Pajero Evolution                                                                                             | Марк Кома | KTM LC4 660R | н/д | н/д | н/д | н/д | Владимир Чагин | КамАЗ-4911 |
| 2005 | С. Петерансель Ж.-П. Коттре                                                                                             | Mitsubishi Pajero Evolution                                                                                             | Сириль Депре | KTM LC4 660R | н/д | н/д | н/д | н/д | Фирдаус Кабиров | КамАЗ-4911 |
| 2004 | С. Петерансель Ж.-П. Коттре                                                                                             | Mitsubishi Pajero Evolution                                                                                             | Нани Рома | KTM LC4 660R | н/д | н/д | н/д | н/д | Владимир Чагин | КамАЗ-4911 |
| 2003 | Хироси Масуока Андреас Шульц                                                                                            | Mitsubishi Pajero Evolution                                                                                             | Ришар Сенкт | KTM LC4 660R | н/д | н/д | н/д | н/д | Владимир Чагин | КамАЗ-4911 |
| 2002 | Хироси Масуока Паскаль Мемон                                                                                            | Mitsubishi Pajero Evolution                                                                                             | Фабрицио Меони | KTM LC8 950R | н/д | н/д | н/д | н/д | Владимир Чагин | КамАЗ-49256 |
| 2001 | Ютта Кляйншмидт Андреас Шульц                                                                                           | Mitsubishi Pajero Evolution                                                                                             | Фабрицио Меони | KTM LC4 660R | н/д | н/д | н/д | н/д | Карел Лопрайс | Tatra 815 |
| 2000 | Жан-Луи Шлессер Анри Мань                                                                                               | Buggy Schlesser | Ришар Сенкт | BMW F650RR | н/д | н/д | н/д | н/д | Владимир Чагин | КамАЗ-49252 |
| 1999 | Жан-Луи Шлессер Филипп Монне                                                                                            | Buggy Schlesser | Ришар Сенкт | BMW F650RR | н/д | н/д | н/д | н/д | Карел Лопрайс | Tatra 815 |
| 1998 | Жан-Пьер Фонтене Жиль Пикар                                                                                             | Mitsubishi Pajero Evolution                                                                                             | С. Петерансель | Yamaha YZE 850T | н/д | н/д | н/д | н/д | Карел Лопрайс | Tatra 815 |
| 1997 | Кэндзиро Синодзука Анри Мань                                                                                            | Mitsubishi Pajero Evolution                                                                                             | С. Петерансель | Yamaha YZE 850T | н/д | н/д | н/д | н/д | Петер Райф | Hino Ranger |
| 1996 | Пьер Лартиг Мишель Перен                                                                                                | Citroën ZX | Эди Ориоли | Yamaha YZE 850T | н/д | н/д | н/д | н/д | В. Московских | КамАЗ-49252 |
| 1995 | Пьер Лартиг Мишель Перен                                                                                                | Citroën ZX | С. Петерансель | Yamaha YZE 850T | н/д | н/д | н/д | н/д | Карел Лопрайс | Tatra 815 |
| 1994 | Пьер Лартиг Мишель Перен                                                                                                | Citroën ZX | Эди Ориоли | Cagiva Elefant | н/д | н/д | н/д | н/д | Карел Лопрайс | Tatra 815 |
| 1993 | Брюно Саби Доминик Серьейс                                                                                              | Mitsubishi Pajero Evolution                                                                                             | С. Петерансель | Yamaha YZE 850T | н/д | н/д | н/д | н/д | Франческо Перлини | Perlini 105F |
| 1992 | Юбер Ориоль Филипп Монне                                                                                                | Mitsubishi Pajero Evolution                                                                                             | С. Петерансель | Yamaha YZE 850T | н/д | н/д | н/д | н/д | Франческо Перлини | Perlini 105F |
| 1991 | Ари Ватанен Бруно Берглунд                                                                                              | Citroën ZX | С. Петерансель | Yamaha YZE 850T | н/д | н/д | н/д | н/д | Жак Усса | Perlini 105F |
| 1990 | Ари Ватанен Бруно Берглунд                                                                                              | Peugeot 405 T16 | Эди Ориоли | Cagiva Elefant 900 | н/д | н/д | н/д | н/д | Джорджо Вилла | Perlini 105F |
| 1989 | Ари Ватанен Бруно Берглунд                                                                                              | Peugeot 405 T16 | Жиль Лале | Honda NXR800V | н/д | н/д | н/д | н/д | — | — |
| 1988 | Юха Канккунен Юха Пииронен                                                                                              | Peugeot 405 T16 | Эди Ориоли | Honda NXR800V | н/д | н/д | н/д | н/д | Карел Лопрайс | Tatra 815 |
| 1987 | Ари Ватанен Бернар Жиру                                                                                                 | Peugeot 405 T16 | Сириль Невё | Honda NXR750V | н/д | н/д | н/д | н/д | Ян де Рой | DAF TurboTwin II |
| 1986 | Рене Метж Доминик Лемойн                                                                                                | Porsche 959 | Сириль Невё | Honda NXR750V | н/д | н/д | н/д | н/д | Джакомо Висмара | Mercedes-Benz U 1300 L                                                                                                  |
| 1985 | Патрик Занироли Жан Да Сильва                                                                                           | Mitsubishi Pajero Evolution                                                                                             | Гастон Райе | BMW R80G/S | н/д | н/д | н/д | н/д | Карл-Фридрих Капито | Mercedes-Benz 1936 AK                                                                                                   |
| 1984 | Рене Метж Доминик Лемойн                                                                                                | Porsche 911 | Гастон Райе | BMW R80G/S | н/д | н/д | н/д | н/д | Пьер Лалё | Mercedes-Benz 1936 AK                                                                                                   |
| 1983 | Жаки Икс Клод Брассёр                                                                                                   | Mercedes 280 G | Юбер Ориоль | BMW R80G/S | н/д | н/д | н/д | н/д | Жорж Груан | Mercedes-Benz 1936 AK                                                                                                   |
| 1982 | Клод Марро Бернар Марро                                                                                                 | Renault 20 Turbo 4X4 | Сириль Невё | Honda XR550 | н/д | н/д | н/д | н/д | Жорж Груан | Mercedes-Benz U 1700 L                                                                                                  |
| 1981 | Рене Метж Бернар Жиру                                                                                                   | Range Rover | Юбер Ориоль | BMW R80G/S | н/д | н/д | н/д | н/д | Адриен Вийетт | ALM/ACMAT |
| 1980 | Фредди Коттулински Герд Лёффельман                                                                                      | Volkswagen Iltis | Сириль Невё | Yamaha XT500 | н/д | н/д | н/д | н/д | Милу Атауа | Sonacome M210 |
| 1979 | Ален Женестье* Жозеф Тербьё*                                                                                            | Range Rover | Сириль Невё | Yamaha XT500 | н/д | н/д | н/д | н/д | Жан-Франсуа Дюнак* | Pinzgauer |

* — По итогам первого ралли-рейда победитель выявлялся исключительно в абсолютном зачёте и им стал Сириль Невё на мотоцикле, лучшие на других типах техники показаны справочно.
** — Из-за международной политической обстановки, убийства 28 декабря 2007 года четырёх французских туристов и новых угроз со стороны мусульманских террористических организаций устроители Дакара из группы A.S.O. приняли решение отменить марафон.

## Статистика по числу побед в ралли

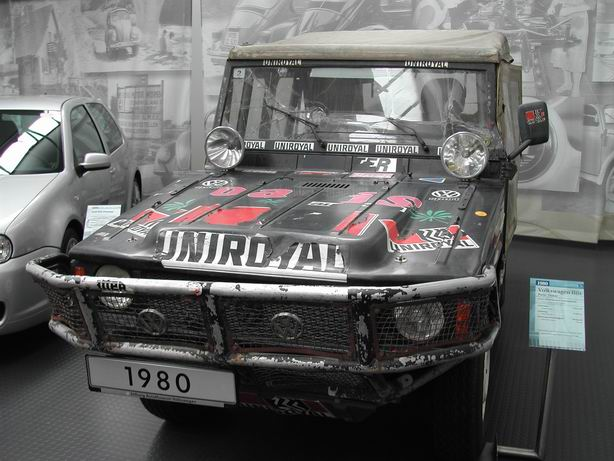
Первый «Дакар» в легковом зачёте был выигран на VW Iltis

### Автомобили
| Пилот              | Победы |
| ------------------ | ------ |
| Стефан Петерансель | 8      |
| Нассер Аль-Аттия   | 5      |
| Ари Ватанен        | 4      |
| Карлос Сайнс       | 4      |
| Рене Метж          | 3      |
| Пьер Лартиг        | 3      |
| Жан-Луи Шлессер    | 2      |
| Хироси Масуока     | 2      |
| Ален Женестье      | 1      |
| Фредди Коттулински | 1      |
| Клод Марро         | 1      |
| Жаки Икс           | 1      |
| Патрик Занироли    | 1      |
| Юха Канккунен      | 1      |
| Юбер Ориоль        | 1      |
| Брюно Саби         | 1      |
| Кэндзиро Синодзука | 1      |
| Жан-Пьер Фонтене   | 1      |
| Ютта Кляйншмидт    | 1      |
| Люк Альфан         | 1      |
| Жиниэль де Вильерс | 1      |
| Нани Рома          | 1      |

| Нация     | Победы |
| --------- | ------ |
| Франция   | 23     |
| Финляндия | 5      |
| Испания   | 5      |
| Катар     | 5      |
| Япония    | 3      |
| Бельгия   | 1      |
| Германия  | 1      |
| Швеция    | 1      |
| ЮАР       | 1      |

| Конструктор     | Победы |
| --------------- | ------ |
| Mitsubishi      | 12     |
| Peugeot         | 7      |
| MINI            | 6      |
| Citroën         | 4      |
| Volkswagen      | 4      |
| Toyota          | 4      |
| Range Rover     | 2      |
| Porsche         | 2      |
| Schlesser Buggy | 2      |
| Renault         | 1      |
| Mercedes-Benz   | 1      |
| Audi            | 1      |

### Мотоциклы
| Пилот              | Победы |
| ------------------ | ------ |
| Стефан Петерансель | 6      |
| Сириль Неве        | 5      |
| Сириль Депре       | 5      |
| Марк Кома          | 5      |
| Эди Ориоли         | 4      |
| Ришар Сан          | 3      |
| Тоби Прайс         | 2      |
| Юбер Ориоль        | 2      |
| Гастон Райе        | 2      |
| Фабрицио Меони     | 2      |
| Рики Брабек        | 2      |
| Сэм Сандерленд     | 2      |
| Кевин Бенавидес    | 2      |
| Жиль Лалай         | 1      |
| Нани Рома          | 1      |
| Маттиас Валкнер    | 1      |

| Нация     | Победы |
| --------- | ------ |
| Франция   | 22     |
| Испания   | 6      |
| Италия    | 6      |
| Австралия | 2      |
| Бельгия   | 2      |
| Австрия   | 1      |
| США       | 1      |
| Аргентина | 1      |

| Конструктор | Победы |
| ----------- | ------ |
| KTM         | 20     |
| Yamaha      | 9      |
| Honda       | 8      |
| BMW         | 6      |
| Cagiva      | 2      |

### Квадроциклы
| Пилот                | Победы |
| -------------------- | ------ |
| Маркос Патронелли    | 4      |
| Игнасио Касале       | 3      |
| Алехандро Патронелли | 2      |
| Мануэль Андухар      | 2      |
| Йозеф Махачек        | 1      |
| Рафал Соник          | 1      |
| Сергей Карякин       | 1      |

| Нация     | Победы |
| --------- | ------ |
| Аргентина | 6      |
| Чили      | 2      |
| Чехия     | 1      |
| Польша    | 1      |
| Россия    | 1      |

| Конструктор | Победы |
| ----------- | ------ |
| Yamaha      | 11     |

### Грузовики
| Пилот               | Победы |
| ------------------- | ------ |
| Владимир Чагин      | 7      |
| Карел Лопрайс       | 6      |
| Эдуард Николаев     | 4      |
| Андрей Каргинов     | 2      |
| Жорж Гроан          | 2      |
| Франческо Перлини   | 2      |
| Фирдаус Кабиров     | 2      |
| Жерар де Рой        | 2      |
| Дмитрий Сотников    | 2      |
| Мартин Мацик        | 2      |
| Жан-Франсуа Дюнак   | 1      |
| Зохра Атауат        | 1      |
| Адриен Вийетт       | 1      |
| Пьер Лальо          | 1      |
| Карл-Фридрих Капито | 1      |
| Джакомо Висмара     | 1      |
| Ян де Рой           | 1      |
| Джорджио Вилла      | 1      |
| Жак Юсса            | 1      |
| Виктор Московских   | 1      |
| Петер Райф          | 1      |
| Ханс Стэйси         | 1      |
| Айрат Мардеев       | 1      |

| Нация      | Победы |
| ---------- | ------ |
| Россия     | 19     |
| Чехия      | 8      |
| Франция    | 6      |
| Нидерланды | 5      |
| Италия     | 4      |
| Австрия    | 1      |
| Алжир      | 1      |
| Германия   | 1      |

| Конструктор   | Победы |
| ------------- | ------ |
| КАМАЗ         | 19     |
| Tatra         | 6      |
| Mercedes-Benz | 5      |
| Iveco         | 5      |
| Perlini       | 4      |
| Pinzgauer     | 1      |
| Sonacome      | 1      |
| ALM/ACMAT     | 1      |
| DAF           | 1      |
| Hino          | 1      |
| MAN           | 1      |

## Происшествия
- В 1982 году Марк Тэтчер, сын премьер-министра Великобритании Маргарет Тэтчер, вместе со своим французским штурманом Шарлоттом Верне и механиком, исчезли на шесть дней. 9 января 1982 года они отделились от колонны автомобилей после остановки для ремонта неисправной рулевой системы. Они были объявлены пропавшими без вести 12 января. После крупномасштабного поиска алжирский военный поисковый самолёт Lockheed L100 обнаружил их белый Peugeot 504 на расстоянии 50 км от трассы. Тэтчер, Верне и механик не пострадали.
- Организатор ралли Тьерри Сабин погиб, когда его вертолёт AS.350 Ecureuil разбился в 07:30 часов во вторник, 14 января 1986 года, на дюне в Мали во время внезапной песчаной бури. Также погибли певец Даниэль Балавуан, пилот вертолёта Франсуа-Ксавье Банью[фр.], журналистка Натали Оден и Жан-Поль Лефур, радиоинженер французского радио RTL[17].
- Шесть человек — три участника и три местных жителя — погибли во время ралли 1988 года. В ходе инцидента Байе Сиби — 10-летняя малийская девочка — была сбита гонщиком, в то время как она пересекла дорогу. Машиной команды, которая вела видеосъёмку, были сбиты мать и дочь в Мавритании в последний день гонки. Участники ралли погибли в трёх отдельных авариях. Гонщики также были обвинены в возникновении пожара, который вызвал панику на поезде, курсировавшим между Дакаром и Бамако, где погибли ещё три человека[18].
- В 2003 году французский водитель Даниэль Небот разбил свою Тойоту. При этом погиб его напарник Бруно Кови[19][20].
- 10 января 2005 года испанский мотоциклист Хосе Мануэль Перес умер в испанской больнице после аварии, случившейся за неделю до этого на седьмом этапе ралли. Итальянский мотоциклист Фабрицио Меони, двукратный победитель ралли, стал вторым погибшим в том году участником. Это произошло 11 января 2005 года на одиннадцатом этапе. 13 января 2005 года пятилетняя сенегальская девочка была раздавлена под колёсами грузовика службы поддержки, в результате чего общее число смертей достигло пяти.
- 9 января 2006 года австралиец Энди Калдекотт[англ.] погиб во время аварии на девятом этапе ралли-рейда «Дакар». Мотоциклист команды КТМ получил смертельные травмы примерно на 250-м километре спецучастка между Нуакшотом и Киффой. По словам директора ралли Этьена Лавина, Калдекотт, скорее всего, скончался сразу после аварии. Лавин рассказал, что авария произошла примерно в 11:31 по местному времени, а в 11:55 к месту инцидента прибыл медицинский вертолёт. Врачи лишь зафиксировали смерть спортсмена. Калдекотт не должен был участвовать в нынешнем «Дакаре», но в последний момент заменил испанца Хорди Дюрана, получившего травму. Сам австралиец признался, что совершенно не был готов к затяжному ралли-рейду, а согласился участвовать лишь по той причине, что вновь надеялся стать победителем одного из этапов.[21]
- Ралли Дакар 2008 было отменено по соображениям безопасности после убийства четырёх французских туристов в декабре 2007 года в Мавритании (на территории которой ралли проходит на протяжении восьми дней). Французская компания Amaury Sport Organisation, отвечающая за организацию ралли, в своём заявлении сообщила, что французское правительство рекомендовало им отменить гонку, которая должна была стартовать 5 января 2008 года в Лиссабоне. Также в заявлении говорилось, что были высказаны прямые угрозы в отношении ралли от Аль-Каиды и связанных с ней организаций[22][23].
- 7 января 2009 года было найдено тело 49-летнего мотоциклиста Паскаля Терри из Франции, которое лежало на отдалённой части второго этапа между Санта-Роса-де-Ла-Пампа и Пуэрто-Мадрин. Он считался пропавшим без вести в течение трёх дней.
- 4 января 2010 года погибла женщина, наблюдающая за «Ралли Дакар» — машина, принимающая участие в гонке, свернула с курса и сбила её во время открытия субботнего этапа. Внедорожник был под управлением Мирко Шультиса и его помощника Ульриха Леарди.
- 1 января 2012 года на трассе «Ралли Дакар» погиб аргентинский мотоциклист Хорхе Боэро.
- 9 января 2013 года, в ходе пятого этапа «Ралли Дакар 2013», недалеко от перуанского города Такна, в 10 км от границы с Чили произошло лобовое столкновение автомобиля Land Rover Defender команды сопровождения одной из гоночных команд и двух местных автомобилей такси. В результате инцидента погибли двое местных зрителей, ещё семеро человек (включая троих британцев) с травмами различной степени тяжести были отправлены в местную клинику[24].
- 11 января 2013 года, на седьмом этапе «Ралли Дакар 2013», в результате лобового столкновения с автомобилем местной полиции погиб французский мотоциклист — дебютант «Ралли Дакар» — 25-летний Тома Буржен (№ 106), занимавший после 6-го этапа 68-е[25] место в общем зачёте мотоциклов. Трагедия случилась в 8:23 по местному времени на чилийском отрезке 806-километрового этапа. Бригада экстренной медицинской помощи, обслуживающая ралли, прибыла на место ДТП и констатировала смерть мотогонщика, которая, вероятнее всего, была мгновенной в результате сильного удара[26][27].
- 6 января 2015 года польский мотогонщик Михал Херник погиб в ходе третьего этапа «Ралли Дакар 2015». Тело 39-летнего мужчины было найдено в 300 метрах от трассы. Директор ралли Этьен Лавинь сообщил, что спортсмен был без шлема и на месте происшествия признаков аварии не обнаружено, мотоцикл был также не повреждён. Михаил Херник впервые участвовал в «Дакаре»[28]. По результатам судебно-медицинской экспертизы причиной смерти названо обезвоживание[29].
- 12 января 2020 года португальский мотогонщик Паулу Гонсалвеш погиб в ходе седьмого этапа «Ралли Дакар 2020». В 10:08 (по саудовскому времени) на пульт организаторов гонки поступил сигнал о необходимости медицинской помощи. На место инцидента — мотоциклист упал на отметке 276-го километра спецучастка — вылетел вертолёт медиков. Уже в 10:16 вертолёт был на месте. Бригада обнаружила Гонсалвеша в бессознательном состоянии рядом со своим мотоциклом. Гонщика экстренно погрузили в вертолёт и эвакуировали в частную больницу в Эль-Хубаре. В госпитале Паулу Гонсалвеш был объявлен скончавшимся. Причина смерти — остановка сердца.[30]